# VfR Frankenthal
VfR Frankenthal – niemiecki klub piłkarski, grający obecnie w Bezirkslidze Vorderpfalz (odpowiednik ósmej ligi), mający siedzibę w mieście Frankenthal (Pfalz), leżącym w Nadrenii-Palatynacie.

## Historia
- 22.06.1900 – został założony jako FC 1900 Frankenthal
- 1910 – zmienił nazwę na VfB 1910 Frankenthal
- 1911 – połączył się z FV Palatia 1902 Frankenthal tworząc FV 1900/02 Frankenthal
- 1937 – połączył się z FV Kickers 1914 Frankenthal tworząc VfR Frankenthal
- 1945 – został rozwiązany
- 1945 – został na nowo założony jako VfR Frankenthal

## Sukcesy
- 5 sezonów w Gauliga Südwest/Mainhessen (1. poziom): 1939/40-1943/44.
- 11 sezonów w Oberlidze Südwest (1. poziom): 1945/46, 1951/52, 1953/54-1960/61 i 1962/63.
- 2 sezony w 2. Oberlidze Südwest (2. poziom): 1952/53 i 1961/62.
- 8 sezonów w Regionallidze Südwest (2. poziom): 1963/64-1968/69 i 1970/71-71/72.
- 7 sezonów w Amateurlidze Südwest (3. poziom): 1969/70 i 1972/73-77/78.
- 9 sezonów w Verbandslidze Südwest (4. poziom): 1978/79-1986/87.
- wicemistrz 2. Oberliga Südwest (2. poziom): 1953 i 1962 (awanse do Oberligi Südwest)
- mistrz Amateurliga Südwest (3. poziom): 1970 (awans do Regionalligi Südwest)